# Mary Abukutsa-Onyango
Mary Abukutsa-Onyango (* 20. Februar 1959) ist eine kenianische Agrarwissenschaftlerin und Professorin für Gartenbau an der Jomo Kenyatta University of Agriculture and Technology. Sie ist für ihre Vorreiterrolle  in der Erforschung und Förderung afrikanischer indigener Gemüsesorten zur Bekämpfung von Mangelernährung, Armut und den Auswirkungen des Klimawandels bekannt.

## Leben
Mary Abukutsa-Onyango wurde in Kenia geboren und wuchs dort auf. Aufgrund einer Lebensmittelunverträglichkeit gegenüber tierischem Eiweiß ernährte sie sich bereits in ihrer Kindheit überwiegend von traditionellen grünen Blattgemüsen wie afrikanischem Nachtschatten, Amarant, Kuhbohnenblättern und Kürbisblättern, die von Familienmitgliedern zubereitet wurden.
Sie absolvierte ein Bachelorstudium der Agrarwissenschaften an der Universität Nairobi. Anschließend erwarb sie ebenda einen Masterabschluss in Agronomie. Während dieser Zeit fiel ihr auf, dass afrikanische Blattgemüse in der Fachliteratur meist lediglich als „Unkraut“ („Schweinekraut“, „Spinnenkraut“) geführt wurden – eine Abwertung, die sie zu ihrem späteren Forschungsschwerpunkt motivierte. Ihr Promotionsstudium in Pflanzenphysiologie und Ernährung von Gartenbaukulturen schloss sie in London ab.
Abukutsa-Onyango arbeitete zunächst von 1983 bis 1991 im kenianischen Landwirtschaftsministerium, unter anderem als Distrikt-Gartenbaubeauftragte in Kisii und als Inspektorin für exportierte Gartenbauerzeugnisse am Jomo Kenyatta International Airport. Danach wechselte sie in den Hochschulbereich und war an der Maseno University sowie der Jomo Kenyatta University of Agriculture and Technology tätig.
An der JKUAT war sie Professorin in der Abteilung Horticulture and Food Security sowie stellvertretende Vizekanzlerin für Forschung, Produktion und Extension. Über drei Jahrzehnte hinweg war sie im kenianischen öffentlichen Dienst tätig.

## Wirken
Mary Abukutsa-Onyango ist eine der führenden Befürworterinnen der Nutzung afrikanischer indigener Gemüsesorten. In den frühen 1990er-Jahren begann sie mit der Erhebung und Sammlung traditioneller Pflanzen in Kenia, um deren Saatgutqualität zu untersuchen. Ihre Forschung zeigte, dass viele dieser Gemüsearten – wie afrikanischer Nachtschatten, Amarant und Spinnenpflanze – deutlich nährstoffreicher sind als eingeführte Sorten wie Grünkohl und Kohl. Sie belegte unter anderem, dass 100 g Mrenda oder Managu weitaus mehr Vitamin A, Vitamin C, Antioxidantien und in einigen Fällen sogar pflanzliches Eiweiß liefern als die gleiche Menge herkömmlicher Kohlgemüse.
Ihr besonderes Anliegen ist die Stärkung der Rolle indigener Gemüse im Kampf gegen Mangelernährung und die Auswirkungen des Klimakrise. Sie konnte den Nachweis erbringen, dass bestimmte Kochmethoden wie das Kochen oder Braten die Bioverfügbarkeit von Eisen in den Pflanzen erhöhen und damit bei der Bekämpfung von Anämie zuträglich sind.
Abukutsa-Onyango leitete etwa ab dem Jahr 2000 umfassende Aufklärungskampagnen, arbeitete mit Restaurants und Supermärkten zusammen und entwickelte Rezepte zur Erhöhung der Akzeptanz traditioneller Gemüsearten. Sie spielte eine Schlüsselrolle bei der Markteinführung von Saatgut für indigene Gemüsearten durch kommerzielle Saatgutfirmen. Im Jahr 2025 stellte sie fest, dass sich die Jahresproduktion traditioneller Blattgemüse in Kenia innerhalb eines Jahrzehnts auf rund 300.000 Tonnen verdoppeln konnte.
Ihre wissenschaftliche Arbeit mündete unter anderem in der Veröffentlichung von neun neuen, nährstoffreichen Sorten afrikanischer Gemüsepflanzen, die 2016 von der kenianischen Behörde für Pflanzengesundheit (KEPHIS) zugelassen wurden. Insgesamt leitete sie 15 fächerübergreifende Forschungsprojekte zu vernachlässigten und wenig genutzten Pflanzenarten. Der Erfolg dieser Initiativen fand 2021 internationale Würdigung, als die UNESCO Kenia für die Bewahrung des immateriellen Kulturerbes im Bereich traditioneller Nahrungsmittel lobte.
Ihr Einsatz wurde vielfach ausgezeichnet, darunter mit dem CTA, IMPRESSA-, Präsidenten- und Afrikanischen Union-Wissenschaftspreis sowie der Verleihung der Edinburgh-Medaille. Zudem wurde sie in den Stand eines Elders of the Order of the Burning Spear erhoben, einer der höchsten zivilen Ehrungen Kenias.
Mary Abukutsa-Onyango ist Fellow der African Academy of Sciences (AAS) und gehörte von 2020 bis 2023 deren Leitungsgremium an. Zudem ist sie Mitglied der Kenya National Academy of Sciences.